# Autoplusia egenoides
Autoplusia egenoides är en fjärilsart som beskrevs av John G. Franclemont och Todd 1983. Autoplusia egenoides ingår i släktet Autoplusia och familjen nattflyn. Inga underarter finns listade i Catalogue of Life.